# Schloss Friedrichshof

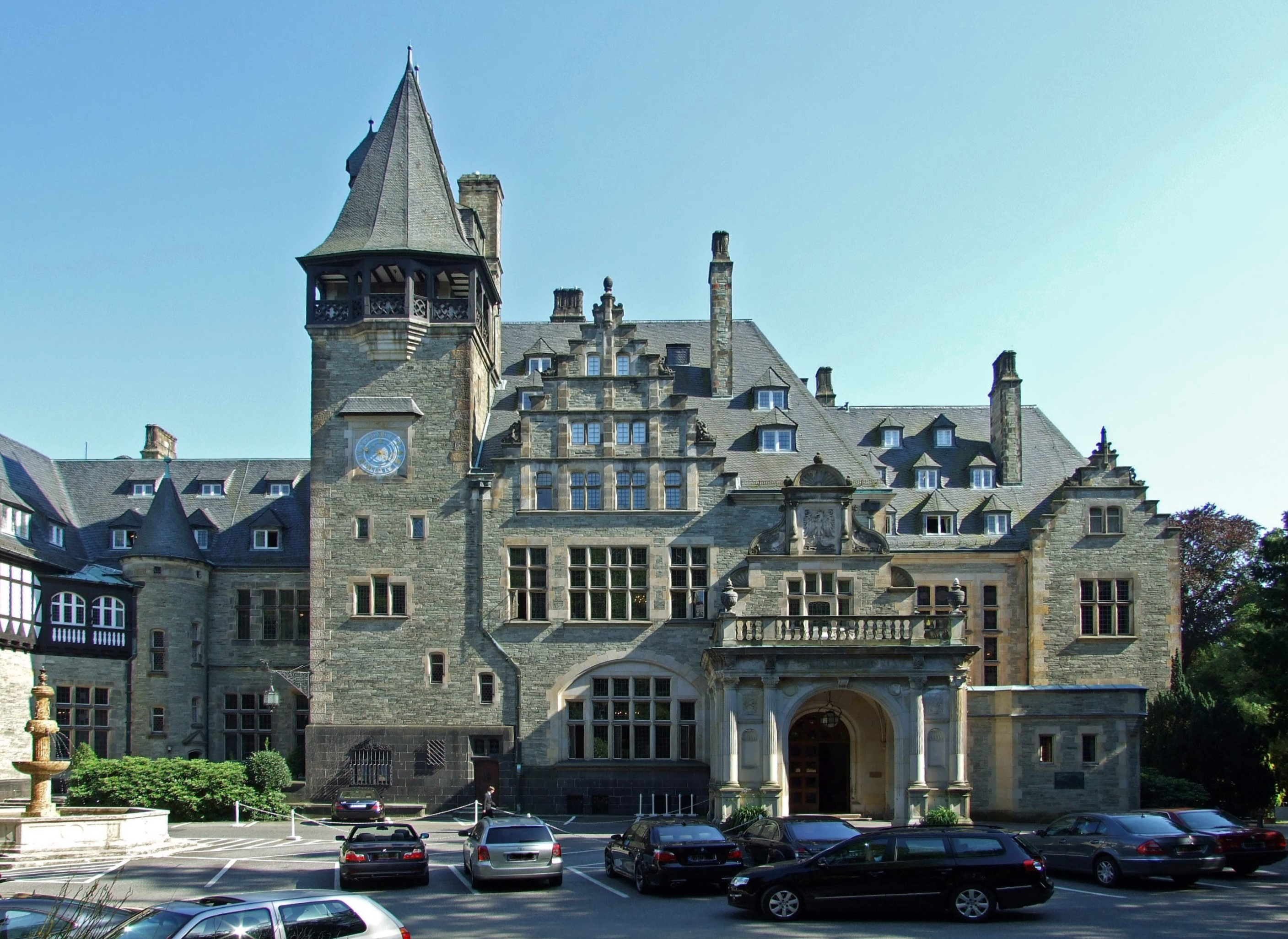
Fachada do Schloss Friedrichshof

O Schloss Friedrichshof é um palácio alemão localizado em Kronberg im Taunus, no distrito de Hochtaunuskreis, Estado do Hesse. Actualmente, o edifício alberga um hotel de luxo que ostenta o nome de Schlosshotel Kronberg.

## História

### O palácio enquanto residência nobre
O Schloss Friedrichshof foi erguido entre 1889 e 1894, no neogótico estilo Tudor, como sede para a viúva imperatriz Vitória. Foi chamado "Friedrichshof" em honra do seu falecido marido, o imperador Frederico III.
Aqui, a imperatriz passou a maior parte dos anos até à sua morte, ocorrida em 1901. O palácio com todo o inventário, as várias colecções de arte e o seu património escrito foi deixado pela imperatriz à sua filha mais nova, a condessa Margarida de Hessen. O palácio faz agora parte da Hessischen Hausstiftung, a fundação da Casa de Hesse.
Em 1944, as joias da Coroa de Hesse, no valor de 250 milhões de dólates, foram roubadas, repartidas em partes individuais e, em seguida, vendidas na Suíça. Depois do julgamento, a Casa de Hesse recebeu de volta as joias restantes. Uma parte do tesouro continua desaparecido até hoje.

### O palácio enquanto hotel

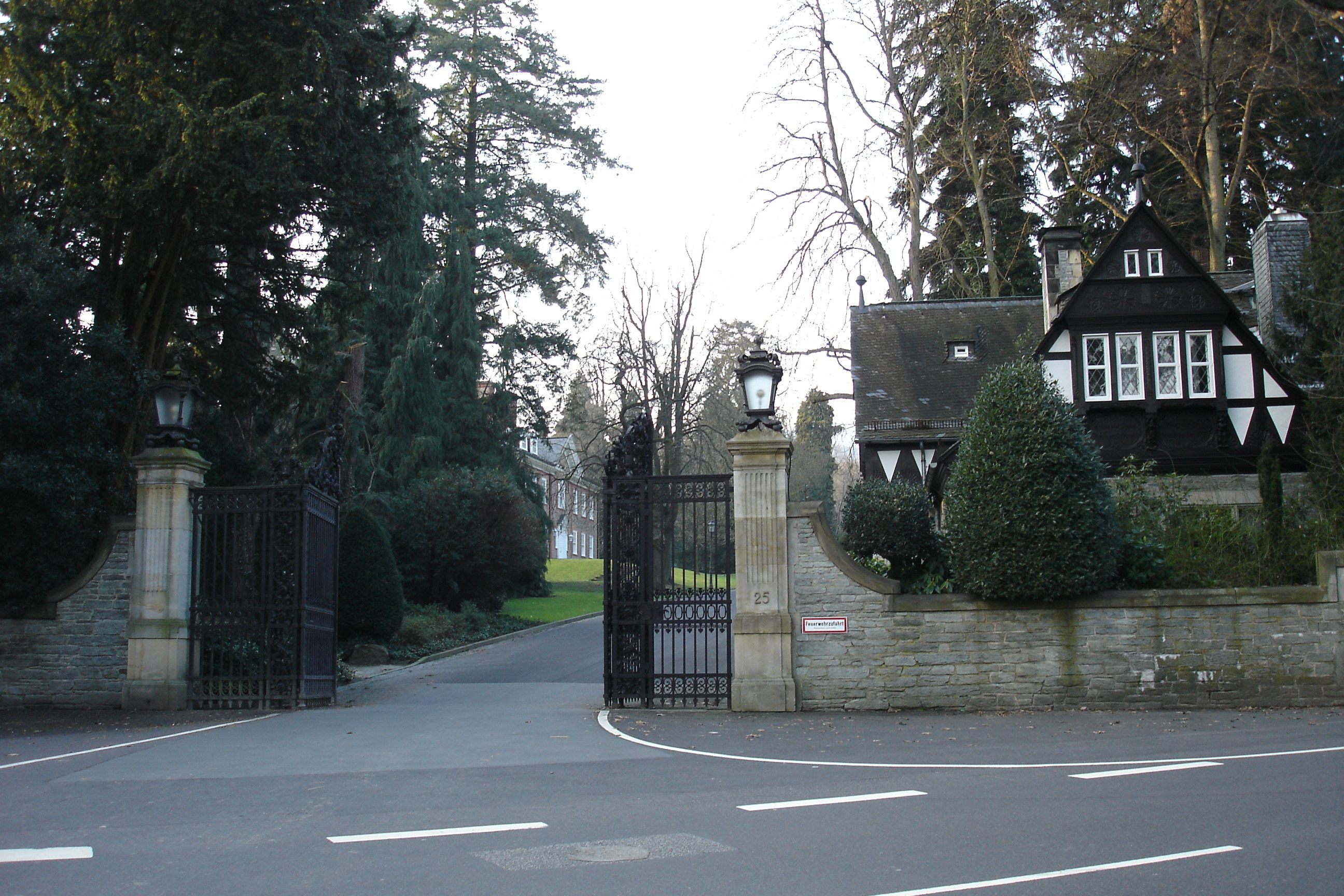
Entrada do Schlosshotel Kronberg

Actualmente, o palácio é utilizado como hotel de luxo, pertencendo à Hessischen Hausstiftung juntamente com os parques de estacionamneto associados. Pertence à organização Small Luxury Hotels of the World. Nos quartos do hotel ainda se encontra grande parte do mobiliário original e obras de arte da colecção da Imperatriz Vitória. A sua extensa biblioteca ainda se mantém.
Numa parte do parque do palácio existe um campo de golfe de 18 buracos do Golf- und Landclub Kronberg. Uma outra parte do parque é usada como parque público da cidade.